# Gerrit Engelgeer
Gerrit Engelgeer (Harderwijk, 15 mei 1958 – Badhoevedorp, 24 mei 2010) was een Nederlandse letselschadeadvocaat en voorvechter van het principe van no cure, no pay in de letselschadepraktijk.
Na de middelbare school en de militaire dienst, ging hij eerst werken bij ABN Amro en vervolgens bij Crédit Lyonnais. Naast zijn werk ging hij in de avonduren fiscaal recht en civiel recht studeren. In 1993 begon hij, toen hij al advocaat was, een letselschadekantoor op basis van no cure, no pay in het Amsterdamse WTC, genaamd de Letselschade Groep Nederland (LGN). Engelgeer deed er alles aan om zijn betrokkenheid bij dit bureau als advocaat geheim te houden, omdat advocaten zich dienen te houden aan de gedragsregels van de Nederlandse Orde van Advocaten, die onder meer no cure, no pay verbieden.
Zijn zakenpartner binnen LGN, Frans Meijer Cluwen, kreeg een aantal jaren later een zakelijk geschil met Engelgeer en richtte de letselschadebedrijven Arboclaim en Euroclaim op. Vervolgens richtte Engelgeer in 2002 het bedrijf Letsel.nl op, dat eveneens ging werken op basis van no cure, no pay. Echter, in 2005 werd Engelgeer voor een jaar geschorst als advocaat door de Nederlandse Orde van Advocaten vanwege zijn aanhoudende werkzaamheden voor een no-cure-no-pay-bureau. Engelgeer liet zich vervolgens uitschrijven als advocaat.
Eind mei 2010, enkele dagen vóór zijn overlijden, gaf hij nog een interview in de krant Het Parool waarin hij aangaf dat hij zijn strijd in de letselschademarkt opgaf. Engelgeer was toen al ernstig ziek en overleed in zijn slaap op 52-jarige leeftijd.